# Panamese pluimoor
De Panamese pluimoor (Pseudocolaptes lawrencii) is een zangvogel uit de familie Furnariidae (ovenvogels). Deze vogel is genoemd naar de Amerikaanse amateur-ornitholoog George Newbold Lawrence.

## Verspreiding en leefgebied
Deze soort komt voor in Costa Rica en Panama.

## Status
De grootte van de populatie is niet gekwantificeerd maar de soort wordt omschreven als schaars met een versnipperde verspreiding. Op de Rode lijst van de IUCN heeft deze soort de status niet bedreigd.